# ثيرمو فيشر العلمية
ثيرمو فيشر العلمية هو مزود أمريكي للأجهزة العلمية والكواشف والمواد الاستهلاكية والبرامج والخدمات للرعاية الصحية وعلوم الحياة والمختبرات الأخرى في الأوساط الأكاديمية والحكومية والصناعية (بما في ذلك في قطاعي التكنولوجيا الحيوية والأدوية ). مقرها في والثام ، ماساتشوستس ، تم إنشاء ثيرمو فيشر في عام 2006 من خلال اندماج ثيرمو إلكترون وفيشر العلمية، لتكوين شركة يبلغ مجموع إيراداتها 9 مليارات دولار أمريكي.
وقد اكتسبت الشركة المندمجة كاشف آخر، للاستهلاك، والأجهزة، ومقدمي الخدمات، بما في ذلك شركة الحياة للتكنولوجيا في عام 2013 (ل 13.6 مليار دولار أمريكي، ل الكواشف التحقيق والخدمات دي أن أيه التسلسل المتقدمة)، سيينتيفكس المتقدمة ( 300 مليون دولار أمريكي، لالتجهيز البيولوجي التقنيات ) و الفا ايزار( 405 ملايين دولار أمريكي، للمواد الكيميائية البحوث)، وكلاهما في عام 2015؛ أفيميتريكس ( 1.3 مليار دولار أمريكي لتقنيات شرائح الجينات) وغم تي أي -جلوبالستيم (غير معروف المبلغ، لترنسفكأيشن الخلية وعلم الأعصاب)، وكلاهما في عام 2016. شركة اف إي أي ( 4.2 مليار دولار أمريكي، و المجهر الالكتروني الشركة المصنعة)،  الجودة حلول (مبلغ غير معروف، لأنظمة التحكم والإنتاج الحيوي والبرمجيات)، كور المعلوماتية (مبلغ غير معروف، لإدارة البيانات العلمية القائمة على السحابة)، وباثيون ( 7.2 مليار دولار أمريكي، لفي تطوير العقود وتصنيع الخدمات)، الكل في عام 2017 ؛ بيكتون، ديكنسون، أعمال المعالجة الحيوية المتقدمة لديكنسون في عام 2018 (الكمية غير معروفة، لمزيد من منتجات المعالجة الحيوية) ؛ وبرامر الحيوية في 2019 ( 1.7 مليار دولار أمريكي، لتصنيع العلاج الجيني القدرات).
اعتبارًا من عام 2017 ، حققت الشركة إيرادات بلغت 21 مليار دولار وكانت إحدى شركات فورتشين 500 . اعتبارًا من عام 2018 ، وظفت الشركة ما يقرب من 70 ألف عامل، وكانت تبلغ عن 24 مليار دولار أمريكي في الإيرادات السنوية.

## روابط خارجية
- - بيانات النشاط التجاري لـ ثيرمو فيشر العلمية: